# NGC 75

NGC 75

NGC 75 هي مجرة محدبة تبعد حوالي 260 مليون سنة ضوئية وتقع في كوكبة الحوت. تم اكتشافها من قبل لويس سويفت من الولايات المتحدة الأمريكية في عام 1886 وحجمها 13.2.

## وصلات خارجية
- NGC 75 على موقع ويكي سكاي: DSS2, SDSS, GALEX, IRAS, Hydrogen α, X-Ray, Astrophoto, Sky Map, Articles and images